# A Forest
«A Forest» es una canción de la banda inglesa de rock The Cure publicada el 8 de abril de 1980 por la discográfica Fiction Records. Fue el cuarto sencillo en la historia del grupo y el único que se publicó del álbum Seventeen Seconds.
Para su composición, Robert Smith, letrista de la canción y líder del grupo, se inspiró en otras obras de artistas como Nick Drake o David Bowie. Se grabó junto al resto de las canciones del disco en el estudio uno de Morgan Studios y fue producida por Robert Smith y el productor Mike Hedges. «A Forest» debutó en la lista británica de sencillos en la posición 31. El vídeo promocional fue emitido por la BBC en el programa Top of the Pops pese a las reticencias de la banda. Se consideró característico, durante algún tiempo, el efecto phaser de la guitarra de Smith y como su «marca registrada». 
Existen al menos seis versiones oficiales diferentes de la canción: la del siete pulgadas, la del doce pulgadas, la del recopilatorio Standing on a Beach: the singles 1978-1986, la remezcla del Mixed Up, la versión acústica contenida en el segundo disco del Greatest Hits y la del 2004 contenida en el recopilatorio de caras B y rarezas, Join the Dots, así como unas cuantas más tomadas de álbumes en directo.
Desde el momento de su aparición, «A Forest» es habitual en el repertorio en vivo de The Cure y es representativa de la primera época gótica de la banda. Es, además, la canción que The Cure más veces ha interpretado en vivo.

## Antecedentes
Tras haber editado su álbum de debut Three Imaginary Boys en 1979, The Cure pasó por una época de cambio. El bajista del grupoMichael Dempsey —amigo de la infancia del guitarrista y vocalista Robert Smith y del baterista Lol Tolhurst— abandonó el grupo debido a desavenencias con los nuevos temas de la banda. En la biografía de The Cure escrita por Jeff Apter, el autor incorpora una cita de Tolhurst que hace referencia explícita a ese momento de cambio:

Estábamos mucho en la casa de Robert tocando versiones tempranas de «A Forest» [...]  pero Michael no estaba del todo interesado. Michael tiene ideas muy fijas sobre dónde quiere que vayan las cosas.
Laurence "Lol" Tolhurst

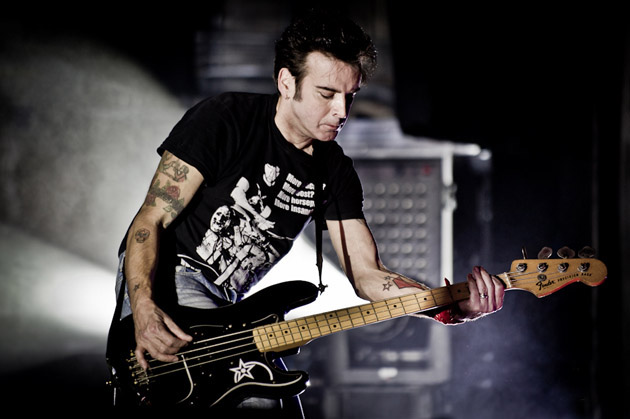
El bajista Simon Gallup (en la imagen, durante 2012) y el teclista Matthieu Hartley se unieron a The Cure por esta época.

Dempsey finalmente abandonó el grupo el 2 de noviembre de 1979 a favor de The Associates, banda filial a Fiction Records que era la discográfica de The Cure por aquella época. Fue entonces cuando Simon Gallup, bajista de una formación llamada The Magazine Spies, se unió al grupo por petición expresa de Tolhurst y de Smith. Además de Gallup, se añadió también a The Cure Matthieu Hartley, ex-teclista de los Spies y amigo personal de Gallup.
Tras finalizar algunos conciertos de soporte con Siouxsie And The Banshees, Robert Smith empezó a esbozar nuevas composiciones en la casa de sus padres de Crawley con su Fender Jazzmaster, un Hammond, una improvisada caja de ritmos y una grabadora. En su gira de 1979, de hecho, ya tocaban una versión temprana de «A Forest» con la letra alterada de «At Night», otra de las canciones contenidas en álbum Seventeen Seconds.

## Inspiración y grabación

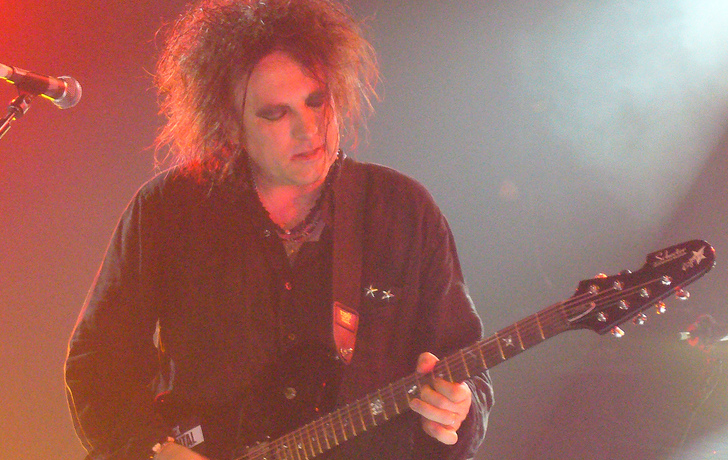
El guitarrista y vocalista de The Cure, Robert Smith fue el compositor de «A Forest». En la imagen, Smith tocando en un concierto durante 2007.

La inspiración para componerla vino a raíz de una pesadilla que el propio Smith tuvo durante su infancia en la que estaba atrapado en un bosque del que no podía salir. Nick Drake y, sobre todo, el álbum Low de David Bowie, influyeron a Smith a la hora de componer las canciones para Seventeen Seconds. Según palabras del propio Robert Smith: 

Con «A Forest» quería hacer algo que fuera realmente atmosférico y que tuviera un sonido fantástico.

Las sesiones de grabación se llevaron a cabo en siete días en los estudios Morgan, situados a las afueras de Londres, en Willesden. El lugar era una iglesia reconvertida en donde, según el baterista de la banda: «había un techo compuesto por vitrales policromados que daban reflejos fantasmales [...]. Era como estar en otro mundo.»
Chris Parry, el mánager de The Cure y propietario de Fiction, le auguró a Robert Smith que «A Forest» tenía el potencial suficiente como para convertirse en éxito si la hacía sonar «más amigable para las radios», pero Smith se negó al respecto diciéndole que la canción tenía que sonar tal cual sonaba en su cabeza.
Smith le exigió más independencia a Parry para grabar Seventeen Seconds, disco que contendría la canción. Al vocalista no le habían gustado ciertas imposiciones por parte de Parry en su disco de debut Three Imaginary Boys como, por ejemplo, la elección de la portada. Debido al cierto éxito que este había gozado, Parry le concedió a Smith esa libertad creativa que exigía el compositor y que consistía en que Parry «no pusiera los pies en el estudio durante las sesiones de grabación».
El productor Mike Hedges —anterior ingeniero de sonido de su álbum debut—, se encargó de las grabaciones de las canciones del disco, «A Forest» entre ellas. Simon Gallup, el bajista de la banda, admitió que la manera de tocar el bajo en esta canción en concreto estuvo muy influenciada en el modo de Jean-Jacques Burnel, bajista de The Stranglers.

## Estilo musical y estructura

«A Forest» está compuesta en tonalidad de la menor, el modo menor del do mayor.

El estilo musical usado por el grupo en esta canción y, en general, en todo el disco Seventeen Seconds, se asemejó al minimalismo musical. Asimismo, el álbum y el tema se circunscribieron en el género de la new wave británica surgida dentro de la corriente post-punk. La atmósfera claroscura se consiguió a base del uso palpitante del bajo tocado por Simon Gallup.
El tema está interpretado en clave de la menor y tiene un tempo de ciento veintiséis pulsaciones por minuto, considerado como allegro, y tiene un compás de 4/4. La canción da comienzo con una intro de aproximadamente un minuto de duración en donde se oye un débil y distorsionado sonido de sintetizador que, en bucle, repite los acordes principales de la canción: la menor, do mayor, fa mayor y re menor. Encima de las notas de teclado, se le añaden diversos punteos de guitarra eléctrica y algunas figuras de bajo. Tras eso, entra la batería que marca un ritmo ligeramente sincopado y, luego, se añade la voz de Smith con un marcado efecto de reverberación. 
El puente de la canción se compone por la siguiente progresión de acordes: si mayor, do mayor, fa♯ menor, do mayor, si mayor, do mayor y acabando cromáticamente de nuevo en fa mayor antes de volver a los acordes principales. Sobre el minuto 4:22, Smith da comienzo al solo de la canción, basado en la escala pentatónica, y que interpreta a modo de staccato. Mike Hedges, el productor e ingeniero del tema, favoreció el uso del flanger y estimó al menos siete tipos diferentes de pedales flanger para la producción de esta canción.
Rikki Rooksby, compositor, autor, artisculista y profesor independiente de literatura y música, dijo: «el efecto de phaser lento que se escucha en la guitarra en "A Forest" se convirtió en la marca registrada de Smith por algún tiempo».

## Lanzamiento y promoción

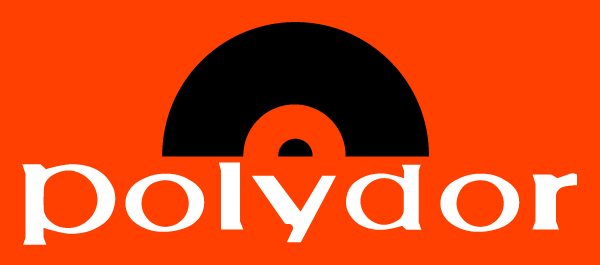
«A Forest» se editó en algunos países bajo la licencia de Polydor Records, en la imagen el logo de la discográfica.

«A Forest» lo lanzó como sencillo el sello de Fiction Records el 8 de abril de 1980 y tuvo como cara B «Another Journey by Train», una nueva versión instrumental de su anterior sencillo «Jumping Someone Else's Train», el cual no estuvo incluido en Three Imaginary Boys. La canción debutó en la posición 31 de la lista británica de sencillos y permaneció en lista hasta ocho semanas seguidas. En algunos países, como por ejemplo Francia e Italia el sencillo lo publicó directamente Polydor Records, la empresa matriz de Fiction.

### Portada y vídeo musical

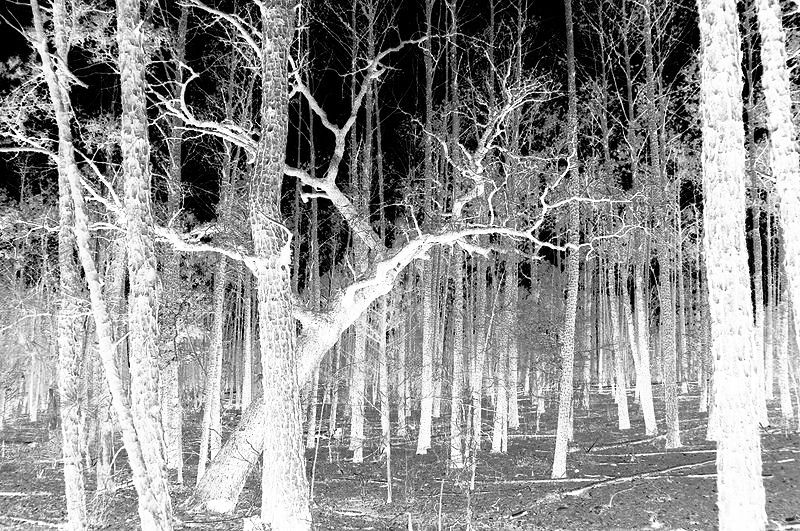
Fotografía en negativo de un bosque de Texas, similar a la portada del sencillo «A Forest».

En la portada del sencillo puede verse una fotografía en negativo representando la imagen de un bosque frondoso. La portada del álbum Seventeen Seconds estuvo diseñada por Bill Smith, aunque se desconoce el autor de la fotografía original que figuró en la cubierta del sencillo.

El videoclip de «A Forest» estuvo realizado en los estudios de la cadena de televisión BBC (en la imagen, logo de la cadena durante los años 80).

El videoclip de la canción estuvo dirigido por David Hiller y representó el primero en la carrera de The Cure. Se editó con imágenes donde la banda aparecía interpretando la canción en el popular programa de la BBC Top of the Pops junto con imágenes de archivo de un bosque. En el clip puede verse a los músicos tocando con semblante serio y hierático. Tal actitud fue debida a que el grupo detestó presentar la canción en ese programa, ya que pretendían ser todo lo contrario al pop. A eso hubo que añadirse el enfado de Smith, ya que el día anterior al rodaje, se fracturó su pulgar izquierdo al tratar de cambiar una llanta de un coche durante su gira norteamericana y tuvo que aparecer en pantalla con el dedo vendado.

### La sesión de John Peel

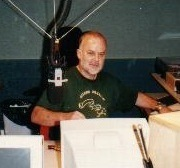
El locutor y disc jockey John Peel, famoso por sus Peel Sessions.

John Peel fue un famoso disc jockey y periodista británico del ámbito musical que tenía un popular y reputado programa de radio conocido como las Peel Sessions. Consistía, generalmente, en cuatro canciones pregrabadas en los estudios de la BBC, con el estilo de las demos donde acudían artistas musicales reconocidos y del interés del propio John Peel. 
The Cure interpretaron una versión de «A Forest» en el programa de John Peel, el 3 de marzo de 1980. En la misma peel session, interpretaron también «Seventeen Seconds», «Play For Today» y «M», todas pertenecientes al álbum Seventeen Seconds.

## Versiones

### Versiones de estudio
La canción original de 1980 se publicó en dos versiones diferentes: la de siete pulgadas y la de doce pulgadas con diferencias sustanciales entre una y otra. En la primera versión se omite la introducción instrumental, elimina algunos compases entre versos y se desvanece a mitad del solo final de guitarra.
Las otras cuatro versiones de estudio de «A Forest» pertenecen a discos de remezclas, recopilaciones y rarezas. La primera de ellas está contenida en el compilatorio Standing on a Beach: the singles 1978-1986. En esta vuelve a obviarse la intro pero se conserva la totalidad del solo de guitarra de Smith de la versión 12". La siguiente versión la contuvo el disco de remezclas Mixed Up; esta versión fue regrabada y remasterizada por Mark Saunders. La siguiente es una versión en acústico compilada en un segundo disco extra de Greatest Hits, un álbum recopilatorio que salió editado en 2001 antes de que la banda abandonara el sello Fiction Records. La última versión de estudio apareció en el disco recopilatorio de caras B y rarezas Join the Dots, la cual estuvo regrabada por el mismo Smith junto a Mark Plati y Earl Slick y retitulada como «A Forest (Mark Plati Mix)».

### Versiones en vivo
Así mismo, existen tres registros oficiales hechos en vivo de «A Forest», dos de ellos pertenecientes a algunos de los álbumes en directo que publicaron The Cure. La primera versión en directo fue cara B de «A Single», el único sencillo del álbum Pornography. El segundo registro oficial en vivo de la canción estuvo contenido en Concert: The Cure Live, grabada en 1984 en el Hammersmith Odeon y que, además, fue sencillo de dicho álbum junto a «Primary». Ambas se publicaron en muy pocos países con el título de Excerpt - The Cure Live. La tercera versión en vivo estuvo recopilada en Bestival Live 2011, grabada en un concierto benéfico en la Isla de Wight (Inglaterra).
También existen varias grabaciones en vivo de la canción aparecidas en álbumes en vídeo, como la que apareció en el filme dirigido por Tim Pope, The Cure in Orange —tomada en 1986—, en el antiguo formato VHS y en la película documental, Show —grabada en 1993—.

## Crítica
La periodista y redactora de NME Julie Burchill, encontró «A Forest» insatisfactoria. En su revisión del sencillo, acusó al grupo liderado por Smith de «tratar de estirar una vida incompleta de gemir de manera más significativa de lo que habían gemido antes, [e igualmente] sin una melodía». Sin embargo, hubo otros críticos que vieron una evolución en esta canción con respecto a su LP de debut Three Imaginary Boys, como la crítica de Chris Bohn en las páginas de semanario Melody Maker. Bohn destacó que «la canción tenía una buena producción» y que era «vagamente psicodélica». En la misma reseña, Bohn decía que el problema que tuvo The Cure en sus inicios fue «una gran atención injustificada desde el principio» por lo que Smith a veces «no era lo suficientemente acreditado» en sus composiciones.

## Legado

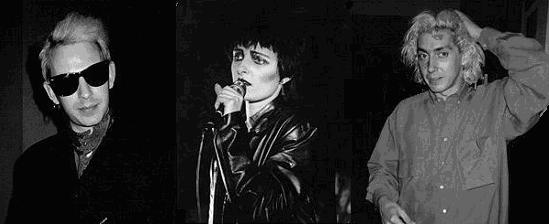
La canción empezó a dar forma a la oleada de rock gótico junto a otros grupos coetáneos como Siouxsie And The Banshees. En la imagen, (de izda. a dcha.) Steven Severin, Siouxsie Sioux y Budgie.

La publicación de «A Forest» de The Cure ayudó mayormente a desarrollar el llamado rock gótico, una nueva corriente dentro del post-punk (afterpunk, en idioma inglés) junto a otros grupos coetáneos como Joy Division —con su canción más representativa «Love Will Tear Us Apart»—, Siouxsie And The Banshees —con «Spellbound»— o Bauhaus —con «Bela Lugosi's Dead»—, entre otros.
Según el biógrafo de la banda Jeff Apter, en su biografía titulada: Never Enough: The Story of The Cure, «A Forest» representa «la pieza definitoria del nuevo estado de ánimo de The Cure» por la que el grupo empezó a ganarse una fama mundial. Jesús Llorente, en su libro titulado The Cure. Las vidas de Robert Smith, dice: «"A Forest" es un extenso juego hipnótico que demostraba que los nuevos Cure, aunque marmóreos y reflexivos, tenían sitio para cierto tipo de pop.»
La canción ha sido interpretada más de mil veces en los directos de The Cure, siendo la canción que en más ocasiones ha tocado la banda por encima de otros de sus éxitos como «Boys Don't Cry», «Just Like Heaven» o «Friday I'm in Love».

## Lista de canciones
| Vinilo 7" y 12" (1980) |                                     |                               |          |  |
| N.º                    | Título                              | Escritor(es)                  | Duración |  |
| 1.                     | «A Forest»                          | Smith/Gallup/Tolhurst/Hartley | 3:54     |  |
| 2.                     | «Another Journey By Train» (Lado B) | Smith/Gallup/Tolhurst/Hartley | 3:03     |  |

| CD (1990) |                       |                               |          |  |
| N.º       | Título                | Escritor(es)                  | Duración |  |
| 1.        | «A Forest (Tree Mix)» | Smith/Gallup/Tolhurst/Hartley | 6:54     |  |

Fuente: Discogs

## Posicionamiento en listas
| Lista                                          | Mejor posición |
| ---------------------------------------------- | -------------- |
| Bélgica (Belgium Singles Chart)                | 20             |
| Nueva Zelanda (Dutch Top 100)                  | 26             |
| Nueva Zelanda (New Zealand Singles Chart)      | 38             |
| Reino Unido (UK Singles Chart)                 | 31             |
| Estados Unidos (Dance Music/Club Play Singles) | 47             |

## Créditos
| The Cure - Robert Smith (líder) – voz y guitarra eléctrica - Simon Gallup – bajo - Laurence Tolhurst – batería - Matthieu Hartley – teclados Fuente: Discogs | Producción - Mike Hedges – productor, ingeniero - Robert Smith – productor - Mike Dutton – ingeniero - Nigel Green, Andrew Warwick – asistentes de ingeniería - Chris Parry – productor de Fiction Records Otros créditos - Publicado por: APB Music Co. Ltd. (Fiction Records) - Masterizado por: Strawberry Mastering - Impreso por: PRS Ltd. - Con licencia de: Polydor Ltd. (1980) |